# Piercia divergens
Piercia divergens là một loài bướm đêm trong họ Geometridae.